# Rumänischer Informationsdienst

Logo des Serviciul român de informați

Der Serviciul român de informații (SRI, deutsch Rumänischer Informationsdienst) ist der rumänische Inlandsgeheimdienst und gilt zum Teil als Nachfolgeorganisation der ehemaligen Securitate.

## Allgemein
Der rumänische Nachrichtendienst SRI wurde kurz nach der Rumänischen Revolution im März 1990 auf Parlamentsbeschluss durch das Dekret Nr. 181 gegründet. Das nicht-öffentliche Dekret vom 26. März 1990 legte fest, dass der Dienst direkt dem Präsidenten unterstellt ist, wobei dem Parlament einige Informationsrechte eingeräumt wurden. Zu Beginn fungierte der Dienst tatsächlich als eine Art persönlicher Sicherheitsdienst des Präsidenten Ion Iliescu. Im Gegensatz zum früheren Sicherheitsdienst Securitate kommt das SRI mit 15.000 Mitarbeitern aus.

### Gesetz für nationale Sicherheit
Im Jahre 1991 wurden die Aufgaben des Dienstes sehr allgemein im Gesetz über die nationale Sicherheit Rumäniens (Gesetz Nr. 51/1991) beschrieben. Demnach soll der Dienst Rumänien beschützen vor
- Terrorismus, Landesverrat, Mordanschlägen, bewaffneten Aufständen,
- Versuchen der Änderung des Grenzverlaufes,
- antisemitischen oder rassistischen Handlungen

Sicherheitskräfte dürfen auch ohne Durchsuchungsbefehl private Wohnungen betreten, wenn sie eine akute „Bedrohung der nationalen Sicherheit“ befürchten. Die rumänische Verfassung erklärt zwar das Recht auf Unverletzlichkeit privater Kommunikation, dem Dienst ist auch das Abhören von Telefonaten/E-Mails aus politischen Gründen untersagt, aber das Gesetz räumt die Möglichkeit ein, dass Kommunikationslinien auf Anordnung durch einen Anklagevertreter überwacht werden.

## Gliederung (soweit bekannt)
- Abteilung A – Verfassungsschutz
- Abteilung C – Schutz des Staatsvermögens

## Direktoren
- 1990–1997 Virgil Măgureanu
- 1997–2000 Costin Georgescu
- 2001–2006 Radu Timofte
- 2006–2015 George Maior[1]
- seit 2015 Eduard Hellvig[2]